# Grise Fiord
Grise Fiord is een gehucht van Inuit in het Nunavut-territorium in noordelijk Canada. Met een populatie van 141 vormt het de grootste gemeenschap van het Ellesmere-eiland (de enige andere twee zijn Alert en Eureka). Met een gemiddelde temperatuur van -16,5 graden Celsius is het een van de koudste bewoonde plaatsen ter wereld.
Grise Fiord was ooit de noordelijkst gelegen plaats van Canada, maar werd voorbijgestreefd door Alert (zo'n 800 kilometer ten noorden van Grise Fiord) als de noordelijkst gelegen plaats van Noord-Amerika toen Environment Canada en het Canadese leger daar permanent personeel stationeerden.

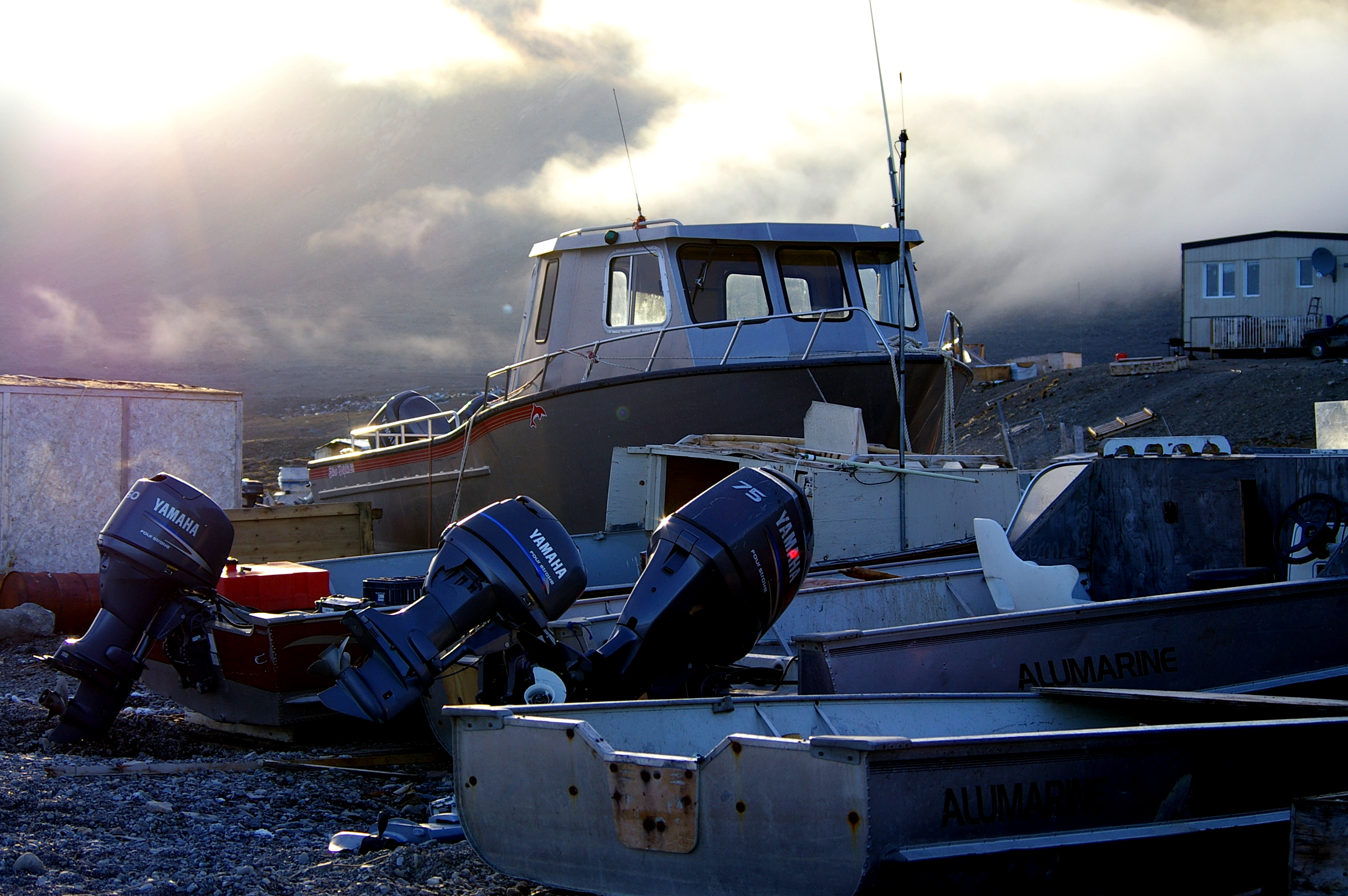
De haven van Grise Fiord